# Zalesice-Leśniczówka
Zalesice-Leśniczówka – osada leśna w Polsce położona w województwie śląskim, w powiecie częstochowskim, w gminie Przyrów.
W latach 1975–1998 miejscowość należała administracyjnie do województwa częstochowskiego.